# Destilirana voda
Destilirana voda (latinski aqua destillata) je voda bez iona, elemenata u tragovima i nečistoća, koje su prisutne u izvorskoj ili vodi iz vodovoda. U ljekarnama, medicini, biologiji i kemiji se često rabi kao otapalo.
Dobiva se destilacijom vode. Destilirana voda može sadržavati male količine hlapljivih nečistoća.
Destilacija konvencionalnim metodama zbog velike potrošnje energije prilično je skup postupak. Korištenjem regenerativne energije kao što je primjerice solarna energija troškovi su znatno niži. 